# Førstefjellsrabben
Førstefjellsrabben är en bergstopp i Antarktis. Den ligger i Östantarktis. Norge gör anspråk på området. Toppen på Førstefjellsrabben är 1 250 meter över havet.
Terrängen runt Førstefjellsrabben är platt söderut, men norrut är den kuperad.  Trakten är obefolkad. Det finns inga samhällen i närheten.